# Drypetes capillipes
Drypetes capillipes là một loài thực vật có hoa trong họ Putranjivaceae. Loài này được (Pax) Pax & K.Hoffm. mô tả khoa học đầu tiên năm 1922.